# Reynaldo Mullings
Reynaldo Mullings Hall (Limón; 14 de noviembre de 1946) es un exfutbolista costarricense que jugaba como delantero.

## Trayectoria
Jugó para el Limón Northern entre 1964 y 1969, en este último año fue fichado por el Herediano, donde debutó en el triunfo sobre el Górnik de Polonia. En 1972 se fue a Argentina para jugar en el Ferro Carril Oeste, pero solo dura seis meses ya que no supera las pruebas y no alcanza a jugar profesionalmente.

## Clubes
| Club               | País       | Año       |
| ------------------ | ---------- | --------- |
| Limón Northern     | Costa Rica | 1964-1969 |
| Herediano          | Costa Rica | 1969-1972 |
| Ferro Carril Oeste | Argentina  | 1972-1973 |